# 潘敦復
潘敦復（？—？），字彥恒，號見吾，山東東昌府高唐州夏津縣人，民籍，明朝政治人物。

## 生平
隆庆四年（1570年）庚午科山東鄉試第四十七名。萬曆十一年（1583年），登癸未科進士第三甲第九十六名。户部觀政，本年授河南洛陽知縣，丁憂歸。十四年復除固始知縣，丁憂。十八年復除直隸樂亭縣知縣。二十二年升工部主事，本年管节慎库，二十六年升郎中，本年升大同知府，致仕。

## 家族
曾祖父潘成；祖父潘禎；父親潘龍，曾任貢士。母姜氏。